# 変身

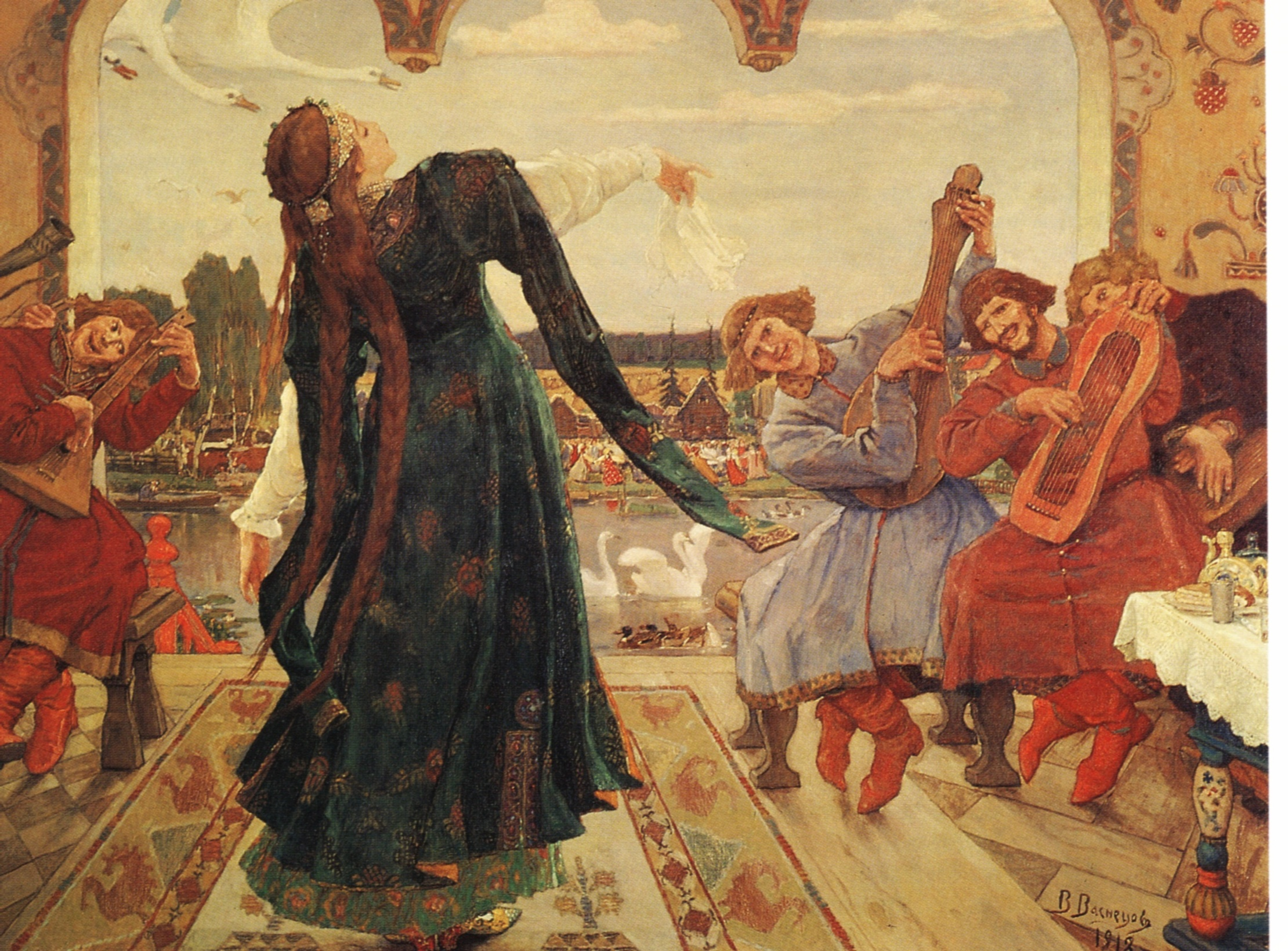
アレクサンドル・アファナーシェフが編纂した『ロシア民話集』から「蛙の王女」の挿絵

変身（へんしん、英語: Shapeshifting）とは人や動物や物が、姿を変えること。

## 概要
変身とは人や動物や物が姿を変えること。
変身に似た言葉には「変態 (生物学)」、「メタモルフォーゼ」などがある。
変身は日本では童話、漫画、アニメ、特撮で出てくるが（変身 (ヒーロー)も参照）、世界の様々な国でも使われる言葉である。

## 変身譚
変身譚（へんしんたん）とは、人間が異性や、動物や植物などの人間以外のものに変身するという神話・物語・伝説などを指している。
その歴史は古く、古代ギリシアからヘレニズム、ローマ帝国時代にかけて多くの物語が作られており、オウィディウスの『変身物語』はその集大成であると言える。
近現代にも多く作られており、カフカの『変身』などが代表的。日本では中島敦の『山月記』が有名。
なお、異性への変身（TSF）は動物・植物・無生物への変身とは趣がまるで異なり、独特の分野となっている。それについては別項で取り扱う。
伝承において一般的な変身する動物は狼男、ヴァンパイア、東アジアのキツネ、北欧神話のロキまたはギリシャ神話のプローテウスの様な多数の神話の、神、女神、悪魔がいる。神にとってあらゆる動物や植物に変身することは普通のことであった。
人間から狼へ変身する狼男（リカントロープ）は有名だが、そのほかにも人から獣へ変身する生き物を指す言葉として獣人（セリアンスロープ）がある。英語ではリカントロープ（lycanthrope、変化を指してリカントロピー lycanthropy）のほうが多く用いられる。
英語において変身を指す言葉は、他にもmetamorph（変身全般）、skin-walker（ネイティブアメリカンの伝承や北欧神話に見られる、動物に変身する能力を持った人間）、mimic（擬態）などがある。接頭詞「were-」も「人間（man）」を意味する古語に由来し、ウェアウルフ（werewolf:人狼）などのように変身する存在を指す。動物・獣人への変身（獣化）については、transformationとfurry(毛皮で覆われた者）の合成語である「transfur」やanthropomorph（擬人化）の略語である「anthro」も俗語として用いられている。
変身譚はほとんどの全ての文化にみられ、日常でよく目にする動物には、たいてい関係する変身譚がある。通常は、変身の対象になる動物は、物語が伝わっている地域に固有の生き物である
人間が他のものに変身する物語と同様に、動物が変身する物語も多く存在する。。

## 各地の伝承

### ギリシア＝ローマ文学
変身のモチーフは、古典文学での中で多種多様な方法で現れている。
古典文学における変身のモチーフとしては、オウィディウスの『変身物語』、ホメーロスの『オデュッセイア』（キルケーがオデュッセウスの仲間を豚に変えた）、アプレイウスの『黄金のロバ』（主人公ルキウスがロバに変身する）、アントーニーヌス・リーベラーリス『メタモルフォーシス ギリシア変身物語集』など、多くの例が見られる。
神々の中でも、プローテウスは変身で有名である。メネラーオスとアリスタイオスはともにプローテウスに勝利して情報を聞き出している。プローテウスの様々な変身に対して耐えることで勝利した、という点も同様である。
また、ギリシアの神々は変身を罰の方法としても使った。アラクネーは織物の技術に関する傲慢への罰として蜘蛛に変えられ、メドゥーサはアテーナーの神殿でポセイドーンと交わったため怪物に変えられた。だがそれよりも、変身は艶めかしい冒険に多く持ち出されている。ゼウスは人間の女性に近づくため、あるいは通うために何度も変身している。
- ダナエー：黄金の雨
- エウローペー：雄牛
- レーダー：白鳥
- アルクメーネー：アルクメーネーの夫（ヘーラーに情事を隠すためでもあった）
- イーオー：雲。イーオー自身も白い雌牛に変えられた。

もうすこし穏健なローマの話では、果物の神ウェルトゥムヌスは老婆に姿を変えて女神ポーモーナの果樹園に入り、求婚した。
他にも、女性が男性から求愛されるのを完全に拒絶するため神に助けを求めて変身するという話もある（ダプネー：月桂樹、コルニクス（en:Cornix）：小カラス）。ゼウスその他神々の一時的な変身とは違って、これらの変身は解けない。
デーメーテールはポセイドーンに言い寄られた際に雌馬に変身して逃れたが、ポセイドーンも対抗して雄馬に変身したため手込めにされた。
人間もまた、多くの理由から変身した。

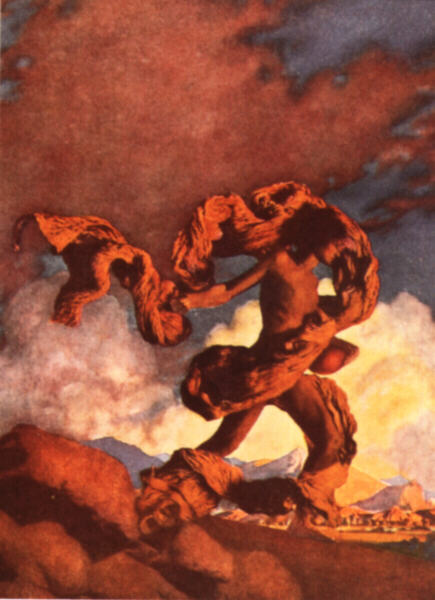
『竜の牙を播くカドモス』マックスフィールド・パリッシュ画

テイレシアースは交尾している蛇を見つけ、雌の蛇を杖で打ったところ女性に変身してしまい、そのまま数年間を過ごすことになった。その後、ふたたび交尾している蛇を見つけて雄の蛇を打ったことで男に戻ることができた。
カイニス（en:Caenis）はポセイドーンに手込めにされ、自分を男にするよう要求した。ポセイドーンはこれを受け入れ、カエニスはカイネウスになり、生涯を男として過ごした（死の間際に女に戻ったとする話もある）
歓待に対する報いとして、バウキスとピレーモーンは、神々によって死の際に二本の木に変えられた。
ピュグマリオーンは自ら作った石像に恋に落ちた。ヴィーナスは彼を哀れんで石像から生きた女性へと変えた。
ナルキッソスの話では、彼は花へと変えられた。
テーレウスがピロメーラーを犯し、黙らせるため彼女の舌を切った後、彼女は姉妹であるテーレウスの妻プロクネーへと自分におきたことをタペストリーに織った。姉妹は彼の息子を殺し、父であるテーレウスに食べさせた。彼がこのことを知った時、彼女らを殺そうとしたが、神々は彼女らを鳥へと変えた。
物品が人間へと変身するものもある。イアーソーンとカドモスの両方の神話において、竜の牙をまくと、戦士へと変わった、そこで英雄達は、生き延びるため計略を用いて同士討ちをさせた。デウカリオーンとピュラーは洪水後、石を背後に投げ、それが人へと変身したことにより再び世界に人間を満たした。

### 英国、アイルランド

#### ケルト神話
ウェールズ神話はほとんどが失われているが、現存しているものの中にも変身の魔法はたびたび登場している。
アラウンはプイスをアラウンの姿に変え、みずからはプイスの姿に変わり、一年と一日だけおたがいの領地を交換した。キル・コイトの息子スィウィト（Llwyd ap Cil Coed）は、妻と召使いを鼠に変えて、復讐のため作物を荒らした。妻が捕らえられた時には、三人の聖職者に姿を変えて、みずから身代金の交渉代理人になった。
マソヌイの息子、マース（en:Math ap Mathonwy）とグウィディオンは花をブロダイウェズ（en:Blodeuedd）という名の女性に変えた。ブロダイウェズが夫のスェウ（en:Lleu） を裏切ったとき、スェウは鷲に姿を変え、ブロディウェズは後に梟に変えられた。
ギルファエスウィ（en:Gilfaethwy）がマースに仕える乙女を手込めにした際、それを幇助した弟のグウィディオンも、ともに動物に変えられた。ゴウィディオンは雄シカ、雌ブタ、狼にそれぞれ一年ずつ、ギルファエスイは雌シカ、雄ブタ、雌狼に一年ずつである。それぞれの年に一匹ずつ子どもが生まれた。マースはこの三匹を人間に変えた。
グウィオン（Gwion）は、ケリドウェンが子供のために作っていた賢者の薬を飲んでしまい、次々と変身しながら、同じく変身するケリドウェンから逃げることとなった。最終的にグウィオンが一粒の麦になり、雌鳥になったケリドウェンに食べられてしまった。するとケリドウェンは妊娠し、グウィオンはタリエシンとして生まれ変わった。
アイルランド神話においても変身譚はみられる。オイフェが養子であるリルの子供たちを白鳥に変えて追い出したという話が有名である。
『エーディンへの求婚』においても、ファームナッハが嫉妬のためにエーディンを水たまりに、更に毛虫から蝶へ変えてしまった話がある。
英雄フィン・マックールの妻サヴァは鹿に変身した妖精であった。
アイルランド神話でもっとも劇的な変身譚といえば、パーソロン神族の唯一の生き残りトァンのものだろう。何世紀にもわたる長い生のなかで、トァンは鹿、蛇、鷲を経て最終的には鮭になり、食われたのちにトァン・マッカレルとして人間に生まれ変わった。

#### 英国民間伝承
フェアリー、魔女、魔法使いはみな変身能力で有名である。全ての妖精が変身できるわけではない、そして一部はスプリガンのように変身できるサイズが限られている、馬と若い男にしかなれないアハ・イシュケのように2,3の姿にしかなれないものもいる。他の妖精はグラマー(glamour)と呼ばれる幻を作り出す力を使って、写し身だけを現すこともある。しかし、ヘドリーの牛っこ(Hedley Kow)ような他の者は多くの姿に変身でき、人間と不思議な魔法使い共にそのような変身能力があり、他人を罰する。
魔女は野うさぎに姿を変えることができ、その姿でミルクとバターを盗む。マン島では兎の肉を食べることができる人を雇うことができない、というのもその島では「兎はある老婆が姿を変えたものだ」と信じられているからだ、という伝承を民俗学者のセイバイン・ベアリング＝グールドが書き残している。
『巨人たいじのジャック』(Jack the Giant Killer)や『ノロウェイの黒い牛』(The Black Bull of Norroway)のような多くの英国童話では変身が特色となっている。

### 北欧
オーディンとロキは北欧神話の変身能力者である。まれに両者とも女性の姿をとる、そして雌馬の姿をとっていたロキはスレイプニルを生んだ。『ロキの口論』では女になったこと、子供を生んだことをお互い馬鹿にしあったと記述されている。（多くの伝説での女性の姿のオーディンの記述は失われたが、『ロキの口論』は含んでいる。）
巨人シアチに攫われた女神イズンを取り返すため、ロキは彼女を一個の胡桃の実に変えて、自分は鷹に変身して胡桃を持ち帰った。
ヒュンドラの歌で女神フレイヤは彼女の愛人オッタルを隠すためにイノシシへと変えた。また彼女は鷹の羽毛で出来た羽衣で鷹へと姿を変えることができた。その羽衣をロキは折々に借りていた。
ヴォルスンガ・サガは多くの変身する人物が登場する。シッゲイル(Siggeir)の母は敗北した彼の義兄弟をゆっくりと殺していく拷問を手助けるため狼になった。シグムンドは生き延び、彼とその甥であり息子であるシンフィヨトリは狼の皮をかぶった男たちを殺し、彼らは毛皮を処分して、狼男となる呪いを受けた
ファフニールは本来、正しい神話によるとドワーフまたは巨人であったが、全ての異文において、財宝を守るドラゴンとなった。
ごく最近の民話において、ニッセ(Nisse)は時々変身すると言われている。なおこの特徴はフルドラ(Huldra)から来ている。

### スラブ
スラブ神話では、狼男と他の人から動物への変身者が、かなり一般的で、普通はレーシーの行為により生み出されている。

### 極東
中国、日本、韓国の伝承は動物が人間の姿をとるものとして伝えられている。それらに共通した特徴として、動物は長く生き、能力と共に尻尾が増え、しばしば隠していた動物の特徴を出してしまう。またそれらとの結婚、異類婚姻譚が多数見られる。これらの特徴は国ごとに差異が見られる。

#### 中国
中国伝承は多くの動物が変身し、人の姿で話す物語がある。変身する最も普遍的なのが妖狐であり、キツネは通常美しく若い女として現れ、殆どは危険な存在であるが、いくつかは恋物語のヒロインとして登場している。
『白蛇伝』はそのような伝説の一つで、ヘビが人間の男と恋に落ち、そして彼女と彼女の夫が直面する試練を描いている。

#### 日本
日本の妖怪の多くは変身能力をもった動物である。キツネが最も一般的なものであるが、以下のようなものも含まれる。
- ムジナ
- 化け猫
- 猫又
- 狸
- 川獺（かわうそ）

これらは人間以外にも岩など無機物に化けることがある。
また、日本本土とは異なる文化を有する沖縄には、豚が美男美女に化けて人間をたぶらかす話が伝承されている。
仏教伝来以後の日本には、輪廻によって人が動物に生まれ変わる話はあっても、生きながら動物その他に変身する話は少ない。
- 常陸国風土記には歌垣によって結ばれた少年と少女が時を忘れて睦み合ったため、夜が明けたことを羞じて松に変身してしまう、童子女の松原の物語がある[8]。

古事記/日本書紀や御伽草子には、女性を生きたまま道具に変身させることで、脅威となる存在から姿を隠す話がある。
- 古事記/日本書紀のヤマタノオロチの説話ではスサノオが、ヤマタノオロチの生贄にされる少女クシナダヒメを助けるため、彼女を櫛に変身させる。
- 御伽草子に収録される天稚彦草子では、天稚彦が父鬼から人間の娘を隠すため、彼女を脇息、扇子、枕など、様々な道具に変身させる。

雄略紀には、馬ほどの大きさの白犬に化けた文石小麻呂の記述が見られる。
平安時代の源経基は、死後に龍神となると遺言し、8尺の龍となったという伝説が残る（六孫王神社#歴史・脚注参照）。
この他、松浦佐用姫#石化伝説や隠れ里である京丸#京丸牡丹伝説など、「悲しさの余り」に石や牡丹など人外と化した伝説が見られる（それぞれの項目を参照）。

#### 韓国
韓国伝承もまた変身能力を持つキツネがある。中国、日本のものとは異なり、クミホ(九尾の狐)は常に悪意あるものである。たいてい美少女の姿をとるが、詐欺をたくらむ男がクミホであったという物語もある。クミホは9つの尾を持ち、人間になりたいと願っており、その美貌で男を騙して心臓を食らう。（心臓ではなく、肝を100人分食らうと人間になれるとする話もある）

## 参照項目
- TSF (ジャンル)（異性変身譚）
- TF (変身)（フィクション上における変身）
- シェイプシフター
- 変態 (生物学)
- バンダイ - 日本の玩具メーカー。この言語を商標登録している。